# Jenő Vincze
Jenő „Guriga“ Vincze (* 20. November 1908 in Versec, Österreich-Ungarn; † 20. November 1988, in Erlangen, Deutschland) war ein ungarischer Fußballspieler und Fußballtrainer, der 1938 Vizeweltmeister wurde und später lange Zeit in der Schweiz und Deutschland als Betreuer tätig war.

## Vereinskarriere
Vinczes erster Verein war der Debreceni MTE, von wo er 1925 zum größeren Stadtrivalen Debreceni Vasutas SC wechselte. Mit dem Eisenbahnersportverein gelang 1926 der Gewinn der Bezirksmeisterschaft, in der Finalrunde um den ungarischen Meistertitel schied man allerdings im Viertelfinale aus. Im selben Jahr wurde in Ungarn der Berufsfußball eingeführt und in Debrecen mit dem Bocskai FC Debrecen eine Profimannschaft gegründet, die in die zweite Spielklasse eingereiht wurde und auf Anhieb den Aufstieg in die erste Liga schaffte. Der Rechtsverbinder Vincze wechselte zum Aufsteiger, der in der ersten Saison knapp den Klassenerhalt schaffen konnte. Danach erfuhr die Mannschaft jedoch einen erheblichen Aufstieg und konnte sich in den folgenden Jahren in der oberen Tabellenhälfte behaupten. Beste Platzierung war ein dritter Platz in der Saison 1933/34, was das bis dahin beste Endresultat eines Provinzvereins bedeutete. Schon 1930 hatte der Verein den ungarischen Cuptitel geholt, als im Finale Bástya Szeged mit 5:1 geschlagen wurde. In der Saison 1930/31 wurde Vincze ungarischer Torschützenkönig mit 20 Treffern.
Im Jahr 1934 folgte der Wechsel zum Újpest FC, wo Vincze den Rest seiner aktiven Karriere bis 1944 verbringen sollte. Schon in der ersten Saison konnte mit einer Mannschaft, in der auch László Sternberg, Stefan Auer und György Szűcs standen, der Meistertitel geholt werden. 1939 folgte unter Trainer Béla Guttmann ein weiterer Meistertitel, diesmal stürmte Vincze an der Seite von Gyula Zsengellér. Dadurch waren die Violetten auch für den Mitropacup qualifiziert, wo man mit Siegen über Ambrosiana Inter Mailand und den Beogradski SK das Finale gegen den Stadtrivalen Ferencvárosi FC erreichte und mit einem Gesamtergebnis von 6:3 erfolgreich blieb.

## Nationalmannschaft
Seinen ersten Einsatz in der Nationalmannschaft hatte Vincze im Juni 1930, als er als Rechtsverbinder bei einem 2:1 gegen Österreich in Budapest auflief. Bis zu seinem nächsten Einsatz sollte es allerdings über drei Jahre dauern, erst ab 1934 kam er zu regelmäßigen Einsätzen im Nationalteam. Vincze gehörte zum Kader für die Weltmeisterschaft 1934, wo er im Achtelfinalspiel gegen Ägypten zum Einsatz kam und beim 4:2-Sieg auch sein erstes Tor für Ungarn erzielte. 
In den folgenden Jahren gehörte er zum festen Stamm der Auswahl und war damit auch Teil der Mannschaft, die den vorzeitig abgebrochenen Nationencup 1936 bis 1938 an der Tabellenspitze beendete. 1938 nahm er an seiner zweiten Weltmeisterschaft teil und wurde zunächst im Viertelfinale gegen die Schweiz eingesetzt. Nachdem er im Halbfinale nicht zum Zug gekommen war, wurde er für das Endspiel anstelle von Géza Toldi aufgeboten. Das Spiel ging mit 2:4 gegen Italien verloren. Danach kam Vincze nur noch ein einziges Mal im Nationalteam zum Einsatz, nämlich bei einem 2:0 gegen Jugoslawien im November 1939. Insgesamt bestritt er 25 Spiele und erzielte dabei acht Tore.

## Trainerkarriere
Nach Ende seiner aktiven Karriere wurde Vincze Fußballtrainer in Ungarn und betreute unter anderem seinen alten Verein Újpest in der Saison 1947/48. Als Ungarn 1956 von sowjetischen Truppen besetzt wurde, befand er sich als Betreuer eines Jugendteams auf Auslandsreise und kehrte nicht in seine Heimat zurück.
Vielmehr setzte er seine Trainerkarriere im Westen fort und übernahm 1957 den Betreuerposten beim Servette FC Genève, wo er Karl Rappan ablöste. 1959 wurde er Trainer beim FC Basel, wo er bis 1961 tätig war. Danach übernahm er die SpVgg Fürth in der Oberliga Süd, wo er drei Saisonen die Mannschaft leitete. Seine nächste Station war der 1. FC Nürnberg, wo er zunächst die Amateurmannschaft trainierte, im November 1966 jedoch Nachfolger seines Landsmannes Jenő Csaknády als Trainer der Bundesligamannschaft wurde. In den vier Spielen, die bis zur Winterpause blieben, gelang jedoch kein einziger Sieg und die Mannschaft konnte die Abstiegsränge nicht verlassen. Vincze wurde mit Jahreswechsel von Max Merkel abgelöst.
Der Ungar kehrte in die Regionalliga Süd zurück und wurde Coach beim 1. FC Schweinfurt 05, wo er die Mannschaft vier Jahre lang immer im obersten Tabellendrittel hielt, aber mit der Aufstiegsentscheidung nie zu tun hatte. 1971 wechselte er zum Ligakonkurrenten SpVgg Bayreuth, die er weitere dreieinhalb Jahre betreute. Anschließend betreute er noch den 1. FC Herzogenaurach (ein halbes Jahr) und den ASV Herzogenaurach (ein Jahr).

## Erfolge
- Vizeweltmeister: 1938
- WM-Viertelfinale: 1934
- 1× Mitropacup: 1939
- 2× ungarischer Meister: 1935, 1939
- 1× ungarischer Cup: 1930
- 1× ungarischer Torschützenkönig: 1931
- 25 Spiele und acht Tore für die ungarische Fußballnationalmannschaft: 1930–1939